# Radovesnice II
Radovesnice II település Csehországban, a Kolíni járásban. Radovesnice II Žiželice, Polní Chrčice, Lipec, Uhlířská Lhota, Ohaře, Dománovice és Choťovice településekkel határos. Lakosainak száma 507 fő (2024. január 1.).

## Népesség
A település lakosságának változását az alábbi diagram mutatja:
| Lakosok száma | 648  | 789  | 868  | 664  | 514  | 421  | 477  | 483  | 503  | 507  |
|               | 1869 | 1890 | 1921 | 1950 | 1980 | 2001 | 2017 | 2019 | 2022 | 2024 |